# WWE Intercontinental Championship
WWE Intercontinental Championship là một chức vô địch đấu vật chuyên nghiệp được tạo ra và quảng cáo bởi công ty Mỹ WWE, hiện đang được bảo vệ trên thương hiệu Raw của họ. WWE Intercontinental Championship là một trong ba chức vô địch hạng 2 của WWE, cùng với WWE United States Championship của SmackDown và NXT North American Championship của NXT. Nhà vô địch hiện tại là Bron Breakker , người đang trong lần thứ hai giữ đai. Anh đã giành được danh hiệu này bằng cách đánh bại Jey Uso vào ngày 21 tháng 10 năm 2024, tại Raw .
Chức vô địch được tạo ra bởi công ty lúc đó World Wrestling Federation (WWF) vào ngày 1 tháng 9 năm 1979, ⁹sau khi nhà vô địch đầu tiên Pat Petterson thống nhất (kaybafe) hai đai WWF North American Heavyweight Championship và WWF South American Heavyweight Championship. Nó là một trong ba đai vô địch lâu đời nhất vẫn đang hoạt động ở WWE, chỉ đứng sau WWE Championship (1963) và WWE United States Championship (1975), nhưng lại là danh hiệu thuê thứ hai, như là đai WWE sở hữu duy nhất đai U.S. kể từ 2001. Mặc dù thường tranh chấp trong midcard tại WWE cho thấy đai được bảo vệ trong các sự kiện chính gồm WrestleMania VI, SummerSlam (1992), In Your House 3 và 8, Backlash và Extreme Rules (2018). Nó là "bước đệm" cho chức vô địch thế giới WWE.
Vào tháng 11 năm 2001, WCW United States Championship được hợp nhất với đai Intercontinental. Năm 2002, sau lần chia tách thương hiệu đầu tiên, đai trở thành độc quyền của Raw và WWF được đổi tên thành WWE. Cuối năm đó, đai European và Harcode được hợp nhất thành đai Liên lục địa, mà chính nó hợp nhất với World Heavyweight. Năm sau, đai được tái khởi động tại Raw, sau đó là hoạt động trở lại của đai United States với tư cách là đối tác SmackDown. Năm 2019, NXT được quảng bá là thương hiệu chính thứ ba của WWE, thêm đai North American là danh hiệu thứ ba trong danh hiệu đứng thứ hai chính. Đai Liên lục địa được chuyển đổi giữa các năm và thường là do WWE draft và Superstar Shake-up 2019, đai chuyển sang SmackDown cho đến nay.

## Lịch sử

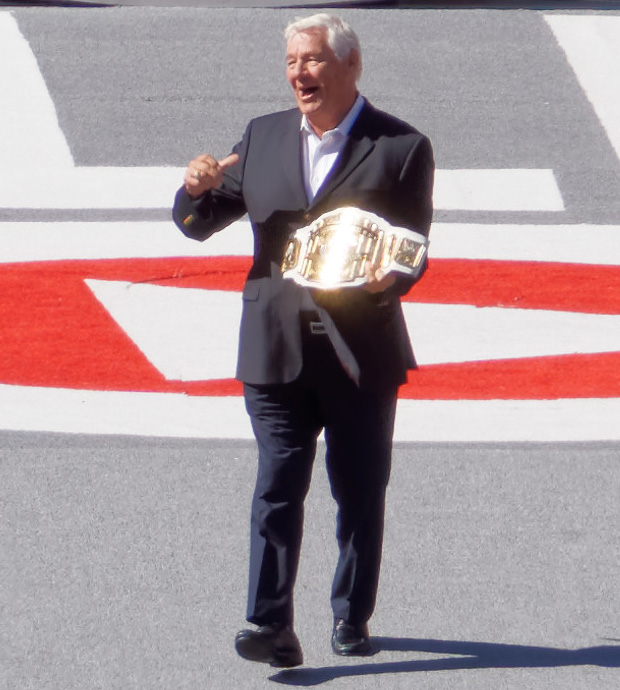
Pat Petterson, nhà vô địch đai Intercontinental Heavyweight Champion và WWE Hall of Famer được nhìn thấy ở đây đang khoe phiên bản đại diện cho đai vô địch từ 2011-2019

### 1979–2014
Đai Intercontinental Championship được tạo ra vào ngày 1/9/1979, sau khi nhà vô địch WWF North American Heavyweight Championship là Pat Patterson tuyên bố hợp nhất đai vô địch của ông với đai South American Heavyweight Championship. Pat Patterson chính là chủ nhân đầu tiên của chức vô địch này.
Năm 1985, phiên bản mới chiếc đai ở phần trung tâm đã được khắc thêm biển Đai Tây Dương và một phần bản đồ của châu Phi và châu Âu.
Ngày 17/10/1999, Chyna là nữ đô vật đầu tiên cầm đai Intercontinental Championship sau khi đánh bại Jeff Jarrett tại No Mercy. Sau khi công ty World Wrestling Federation thâu tóm công ty World Championship Wrestling. Đai vô địch này đã hợp nhất với đai WCW United States Championship tại Survivor Series 2001. Nhà vô địch WCW United States hồi đó là Edge đã đánh bại nhà vô địch Intercontinental hồi đó là Test.
Năm 2002, quản lý RAW (Raw General Manager) Eric Bischoff muốn hợp nhất tất cả đai vô địch đấu đơn ở RAW lại thành một đai duy nhất. Ngày 22/7/2002, sẽ có 1 trận Ladder match để hợp nhất đai Intercontinental Championship và đai European Championship, kết quả là đương kim vô địch Rob Van Dam đã đánh bại nhà vô địch European Jeff Hardy.
Ngày 19/8/2002, Bischoff tạo ra 1 thể loại trận đấu six-minute gauntlet match để tranh đai Hardcore Championship, người chiến thắng cuối cùng sẽ đấu với RVD vào tuần sau để hợp nhất đai. Tommy Dreamer xuất sắc bảo vệ thành công đai Hardcore nhưng anh đã thua trong trận đấu với RVD. Như vậy sau 2 chiến thắng trước Jeff Hardy và Dreamer, RVD là nhà vô địch cuối cùng của 2 đai European Championship và Hardcore Championship. Một thời gian sau, RVD đã mất đai vào tay Chris Jericho, và anh này thì mất đai vào tay Kane.
Bischoff vẫn chưa dừng kế hoạch thống nhất tất cả các đai lại ở đó. Ngày 30/9/2002, ông thông báo sẽ còn có thêm 1 trận hợp đai nữa, lần này đai Intercontinental Championship sẽ hợp nhất với đai World Heavyweight Championship của Triple H, do Bischoff tạo ra cách đó không lâu. Trận đấu diễn ra ở No Mercy 2002, đương kim vô địch World Heavyweight Triple H đánh bại đương kim vô địch Intercontinental Kane để hợp nhất toàn bộ đai vô địch ở RAW lại với nhau. Anh trở thành nhà vô địch độc tôn của RAW
Ngày 5/5/2003, người đồng quản lý RAW là Stone Cold Steve Austin thông báo trực tiếp trên show RAW là ông sẽ đem đai Intercontinental Championship trở lại, bất chấp sự phản đối của Bischoff. Các cựu vô địch Intercontinental Championship sẽ tham gia tranh đai trong trận Battle Royal tại chương trình Judgment Day. Christian chiến thắng trận Battle Royal để trở chủ nhân của chiếc đai, điều này đồng nghĩa với việc RAW có trở lại chức vô địch hạng 2 cho các đô vật thi đấu cạnh tranh với nhau. Ở bên SmackDown, đai WCW United States Championship cũng được khôi phục với cái tên WWE United States Championship, trở thành đai hạng 2 cho các đô vật ở SmackDown.

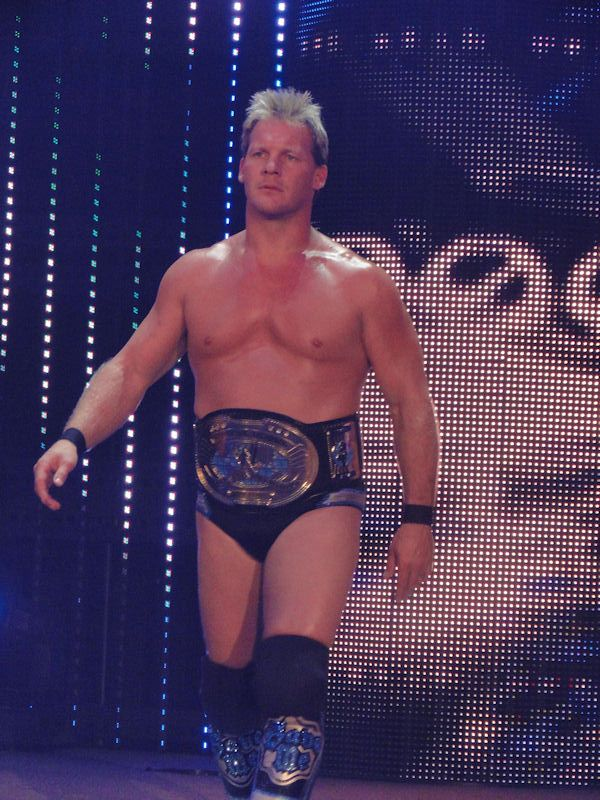
Chris Jericho lập kỉ lục giữ đai này nhiều lần nhất với chín lần

Ngày 13/4/2009, tại chương trình WWE Draft, đương kim vô địch Rey Mysterio bị chuyển sang SmackDown cùng với đai Intercontinental Championship. Ngày 2/10/2011, tại chương trình Hell in a Cell, Cody Rhodes giới thiệu phiên bản đai Intercontinental màu trắng thời WWF, nhưng thay logo WWF bằng logo WWE hiện tại. Ngày 29/8/2011, WWE thay đổ kết cấu chương trình thành "Supershow", cho tất cả đô vật của công ty tham gia cả hai RAW và SmackDown hàng tuần, đều này nghĩa là đai Intercontinental sẽ được tranh đấu ở cả hai chương trình RAW và Smackdown. Ngày 18/8/2014, logo WWE cũ của đai được thay mới bằng logo WWE của thời đại Network.

## Các kỷ lục
Nhà vô địch đầu tiên là Pat Patterson, với tư cách là nhà vô địch hạng nặng Bắc Mỹ của WWF vào tháng 9 năm 1979, cũng được tuyên bố là nhà vô địch hạng nặng Nam Mỹ sau khi giành được đai trong một giải đấu tại Rio de Janeiro. Patterson thống nhất hai chức vô địch, và tạo ra đai Liên lục địa. Từ đó, đã có 86 nhà vô địch khác nhau. Chris Jericho là nhà vô địch nhiều lần giữ đai với 9 lần. Pedro Morales giữ đai với tổng số ngayd kỉ lục là 619 ngày và The Honky Tonk Man có thời gian giữ đai không gián đoạn lâu nhất là 454 ngày, từ 2 tháng 6 năm 1987 đến 29 tháng 8 năm 1988. Dean Douglas giữ đai ngắn nhất với 13 phút 52 giây. Chyna là nữ đô vật đầu tiên trong lịch sử WWE giành được đai này. Nhà vô địch trẻ nhất là Jeff Hardy, người giành đai năm 23 tuổi, trong khi nhà vô địch già nhất là Ric Flair, giành đai tại Unforgiven (2005) ở tuổi 56. Đã có 10 lần bị bỏ trống đai trong lịch sử danh hiệu.
Nhà vô địch hiện tại là King Nakamura, đây là lần thứ hai anh giành đai. Anh thắng chức vô địch sau khi đánh bại Apollo Crews trong SmackDown ngày 13 tháng 8 năm 2021 ở Tulsa, Oklahoma.